# Крістобаль Рохас (художник)
Крістобаль Рохас (ісп. Cristóbal Rojas, 15 грудня 1857 – 8 листопада 1890) — ключовий та найвідоміший венесуельський художник 19 століття. Художній стиль Рохаса суттєво змінювався протягом його життя, але в своїх творах він зображував драматичні сюжети, виконані у стилі постромантизму та імпресіонізму.

## Біографія
Крістобаль Рохас Полео народився в місті Куа у провінції Вальєс-дель-Туї. Його батьками були Крістобаль Рохас Акоста, лікар за професією, мати — Алехандра Полео.
Частина його дитинства припала на розпал Федеральної війни (1859–1863). Події війни особливо вплинули на Куа, де він жив. У дитинстві юний Крістобаль також провів короткий період у Домініканській Республіці (1860-1864), де його батько служив консулом. Він розпочав свою художню освіту під керівництвом свого діда Хосе Луїса Рохаса, різьбяра, який навчив його малювати та спонукав до вдосконалення. У 13 років його батько помер, Крістобаль був змушений працювати на тютюновій фабриці в Куа, щоб допомогти сім'ї. У 1878 році землетрус спустошив регіон Вальєс-дель-Туй, і Рохас зіткнувся з бідністю. У результаті він переїхав до Каракасу, де продовжив навчання живопису, незважаючи на те, що йому знову довелося працювати на тютюновій фабриці, щоб утримувати матір і сім’ю.
У Каракасі він відвідував уроки Хосе Мануеля Мауко в Центральному університеті Венесуели. Між 1880 і 1882 роками він розвинув гострий інтерес до олійних фарб та продемонстрував примітивну техніку, яка переважатиме в його пізніших картинах, таких як Ruinas de Cúa después del Terremoto та Ruinas del templo de la Merced. Протягом цього часу він познайомився з художником Антоніо Еррера Торо. Крістобаль Рохас пізніше став помічником Торо та допомагав йому розписувати собор в Каракасі.

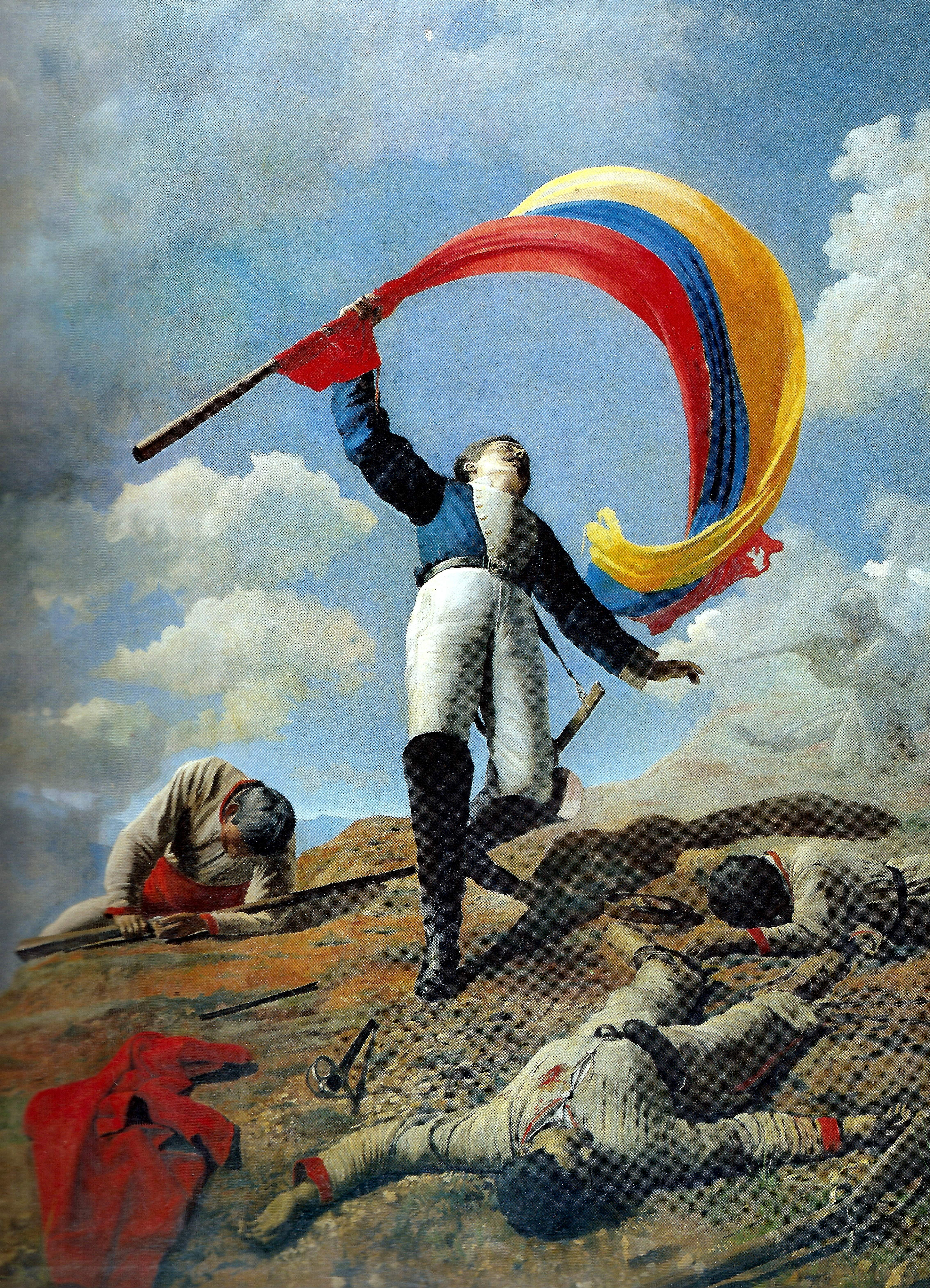
«Смерть Жирардо в Барбулі» Рохаса, яка принесла йому срібну медаль і стипендію в 1883 році. Розмір полотна 287 x 217 см.

У 1883 році Рохас виставив свою роботу La muerte de Girardot en Bárbula (Смерть Жирардо в Барбулі) у Салоні сторіччя на честь народження Сімона Болівара та виграв срібну медаль за друге місце разом із художником Артуро Мікеленою. [ 2 ] Ця нагорода дозволила йому отримувати державну стипендію в розмірі 50 песо щомісяця для навчання в Європі. На початку 1884 року він переїхав вчитися до Парижа, де подружився з Еміліо . У період між 1883 і 1890 роками Рохас повільно експериментував з різними напрямками та техніками у живописі, починаючи від постромантизму до імпресіонізму.
Меланхолійний і з невизначеним темпераментом Рохас був надихався зразками мистецьких робіт, які він відкрив під час своїх постійних візитів до Лувру. Між 1886 і 1889 роками він виставляв багато картин у паризькій Ратуші, включаючи Знедолені (1886); Хворий скрипаль (1886); Таверна (1877); Час, що вийшов (1887); Перше й останнє причастя (1888) і Хрещення (1889).
Від картини Хрещення спостерігаються помітні зміни в творчості художника. Завдяки більш гострому сприйняттю хроматичної атмосфери, його картина демонструвала явні голландські впливи, стиль, який також знайшов своє відображення в пізнішій картині, яку він створив у 1889 році «Данте і Беатріче на березі Лети». Ближче до кінця 1889 року Рохас відійшов від живопису з драматичними ефектами, який він зазвичай демонстрував у Паризькому Салоні. Він почав проявляти талант до сцен і портретів, використовуючи кольори та звертаючи увагу на деталі в стилі імпресіонізму. Однак субсидії на його стипендію незабаром закінчилися, через що він захворів на сухоти.  Він був змушений повернутися до Венесуели в 1890 році, прихопивши з собою свої останні картини — «Портрет президента Хуана Пабло Рохаса Пауля» та «Чистилище» (обидві 1890 року). 
Незабаром після повернення до Каракасу він помер 8 листопада 1890 року у віці 32 років.

## Особистість
Журналіст Ермеліндо Ріводо, який відвідав Рохаса у Парижі в 1885 році, описав художника як «дещо блідого, з невеликими вусами та чорним волоссям, яке підкреслює його гладкі меланхолійні очі».

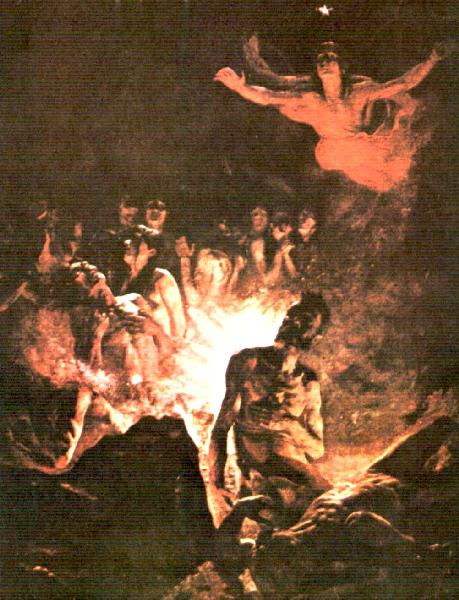
Крістобаль Рохас. «Чистилище», зображення чистилища, написане незадовго до смерті художника в 1890 році. Розмір 339 x 256 см.

Рохас був відомий своєю стриманою, але дуже пристрасною натурою, рідко спілкувався з оточуючими і вважав за краще вивчати мистецтво у власному середовищі. Колеги та художні критики постійно називали його «меланхоліком». Хосе Антоніо Хеддеріх у цікавій статті, опублікованій у Національному журналі культури, після вивчення життя Рохаса описав його так: «Він був сором'язливого характеру, він усвідомлював дистанцію, яка існувала між ним і тими, хто його оточував. У нього було мало друзів». Проте Геддеріх також виявив, що Рохас був надзвичайно емоційним. Одного разу зазначив щодо художника, що той «мав майже фаталістичний темперамент і був підкреслено сумним». За словами Хеддеріха, Рохас мав почуття провини перед життям і гостро відчував свою совість. Ці почуття часто відображалися в деяких його роботах, таких як картина «Чистилище», написана незадовго до його смерті, коли він усвідомив, що помре від туберкульозу.

## Галерея

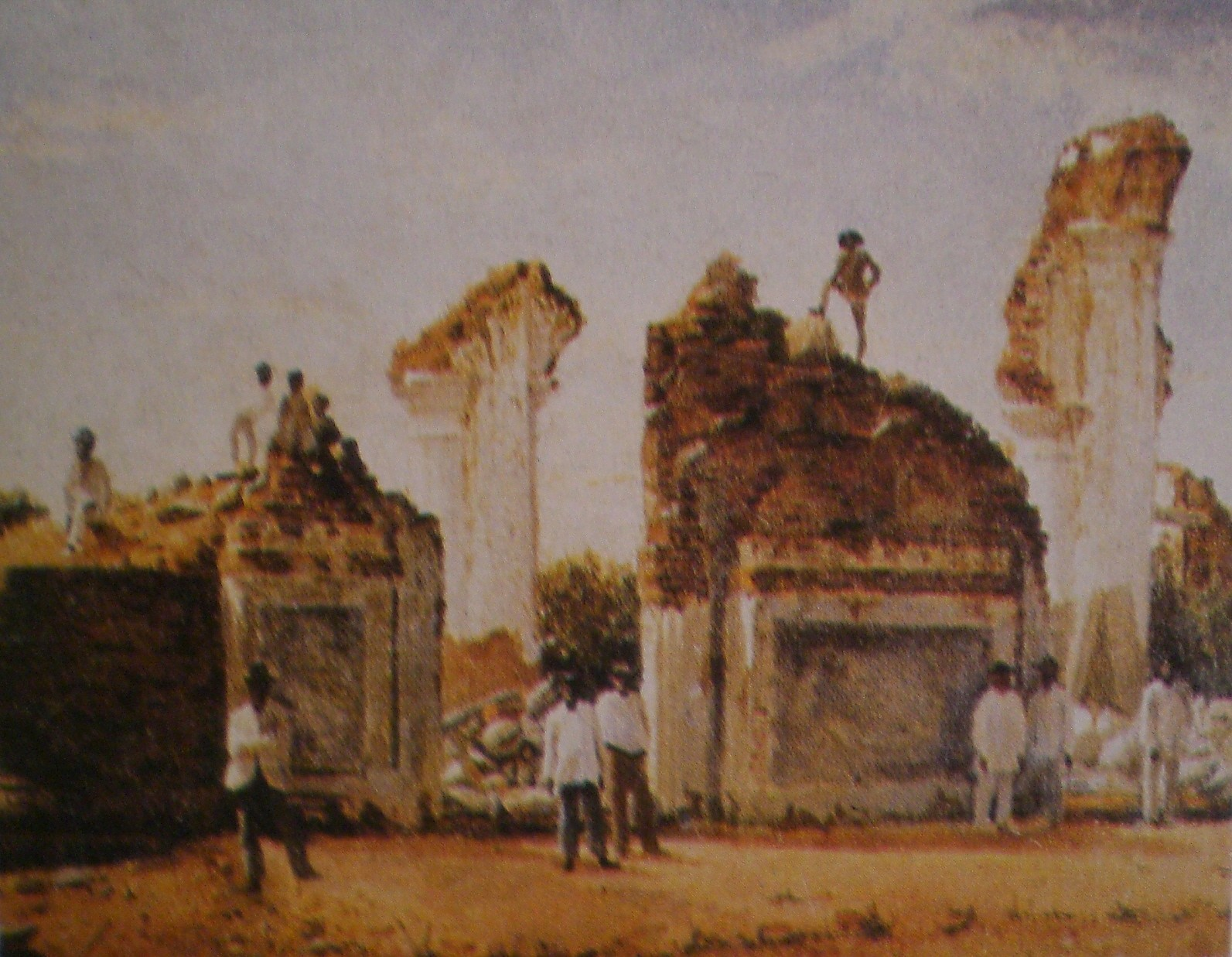
Руїни Куа після землетрусу (Ruinas de Cúa después del Terremoto) (1882)
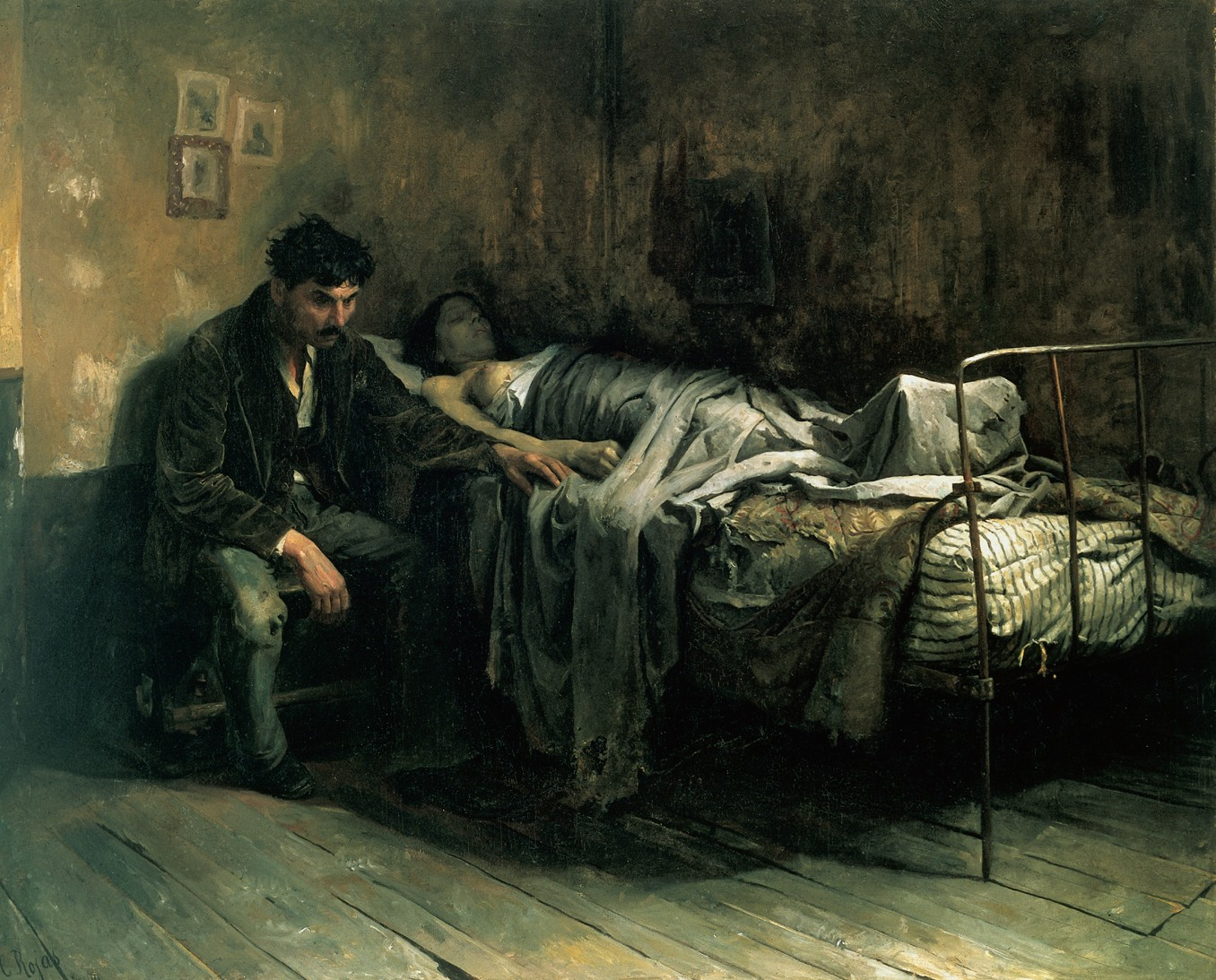
Знедолені (La miseria) (1886). 180,4 x 221,4 см.
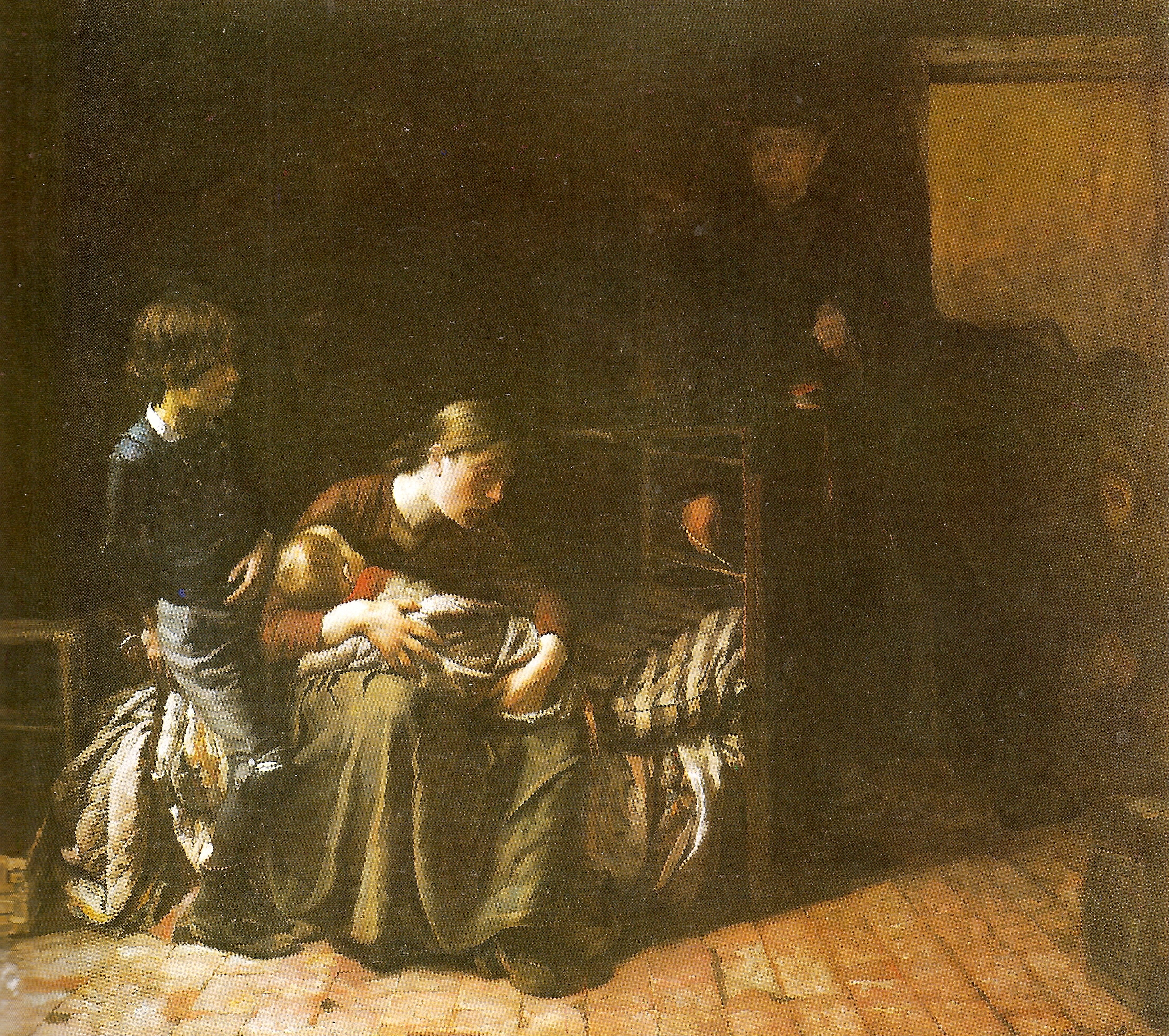
Час, що минув (El plazo vencido) (1887). 200 × 225 см.
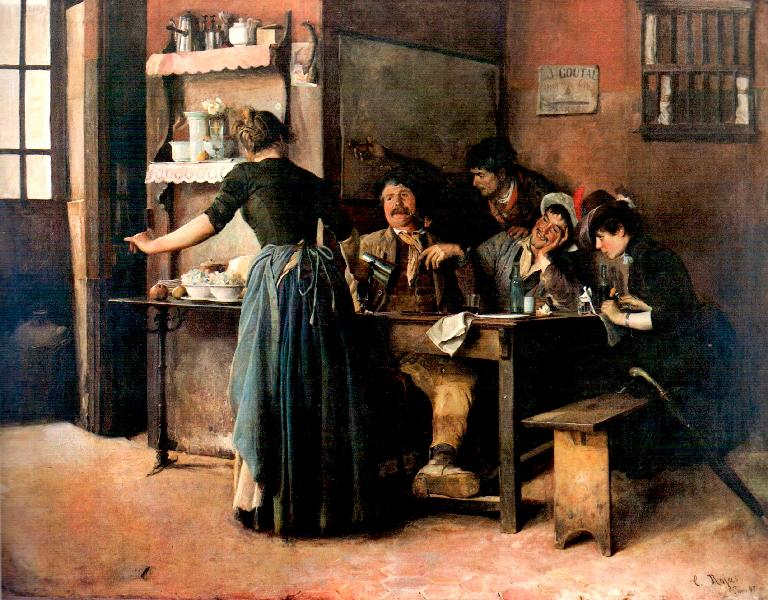
Таверна (La taberna) (1887). 212 x 272 см.
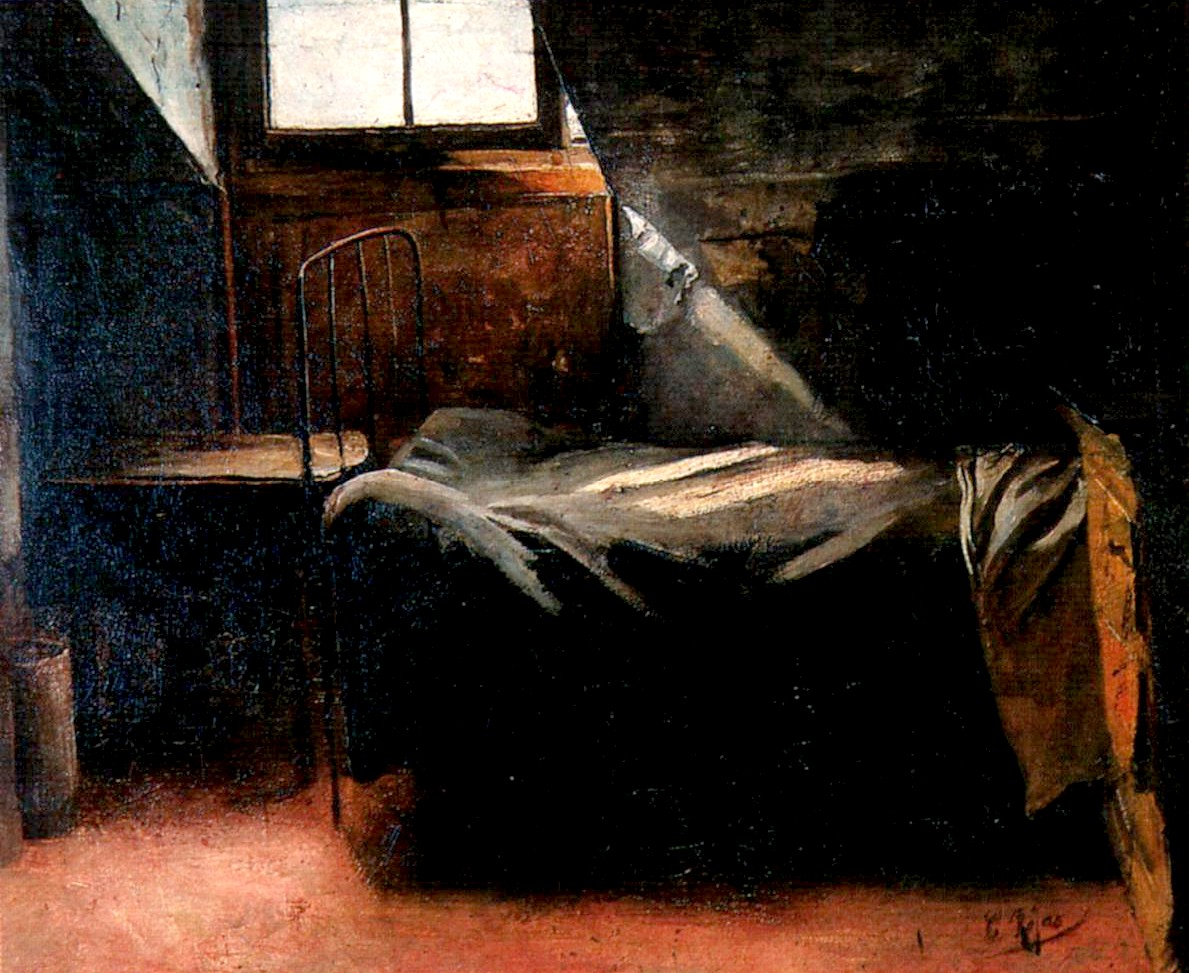
Етюд для першого і останнього причастя (Estudio para primera y ultima comunion).(?) 48 x 59 см.
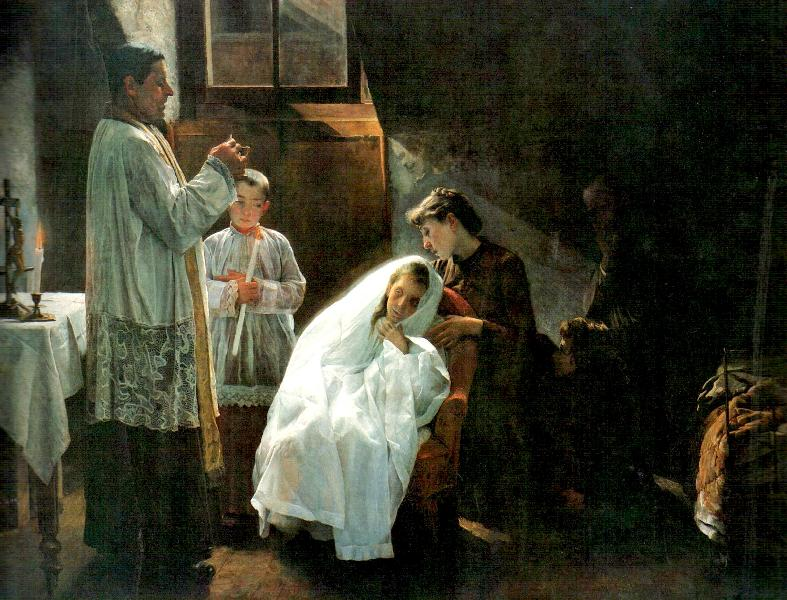
Перше й останнє причастя (La primera y última comunión) (1888).  200 x 250,5 см.
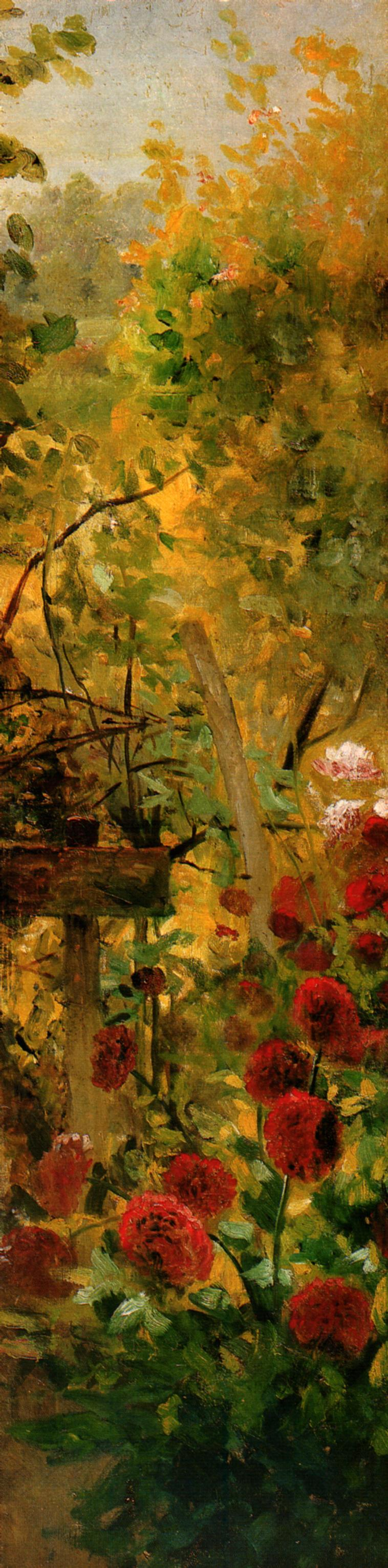
Квіти (Apunte flores) (1888). 132 x 34,5 см.
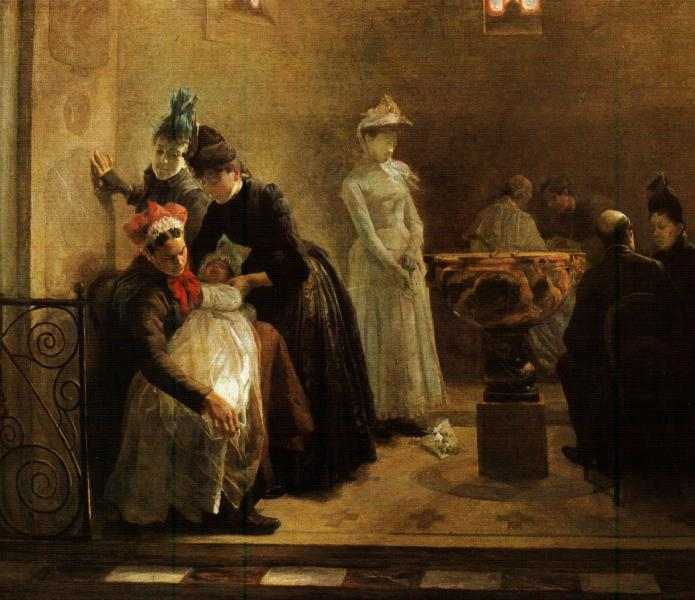
Хрещення (El bautizo) (1889).148 x 176 см.
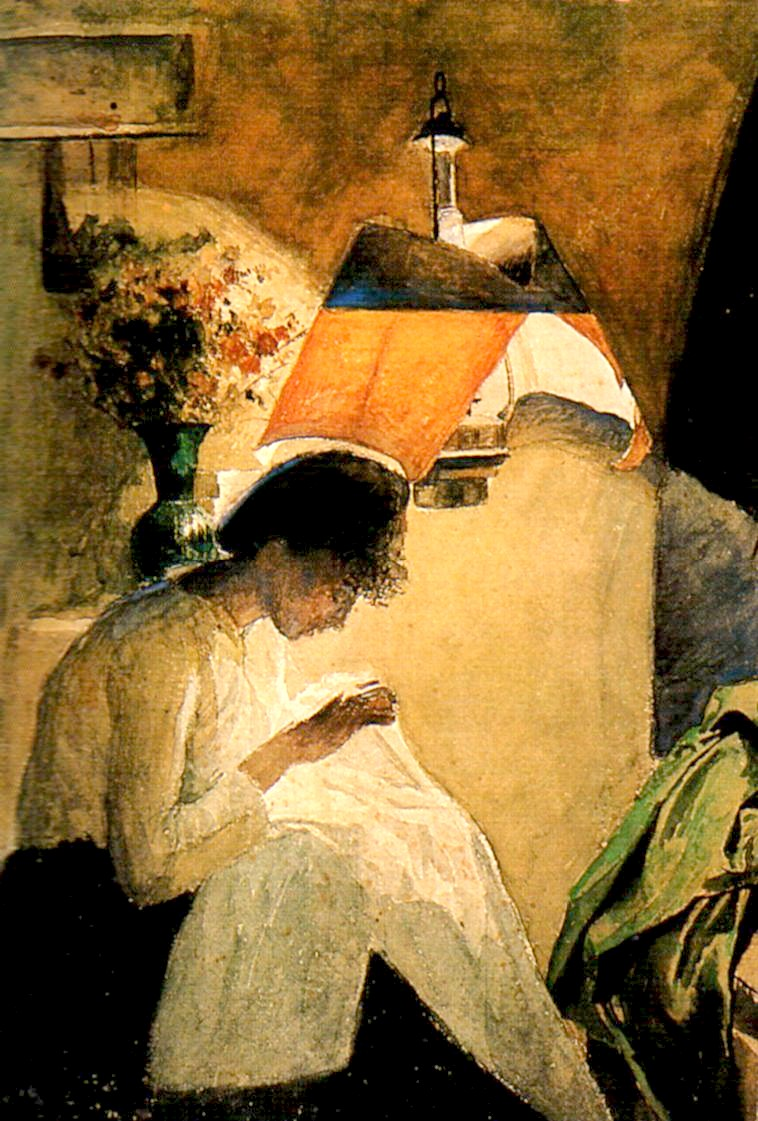
Вишивальниця з лампою (Bordadora con lampara) (1889). 39 x 27 см.
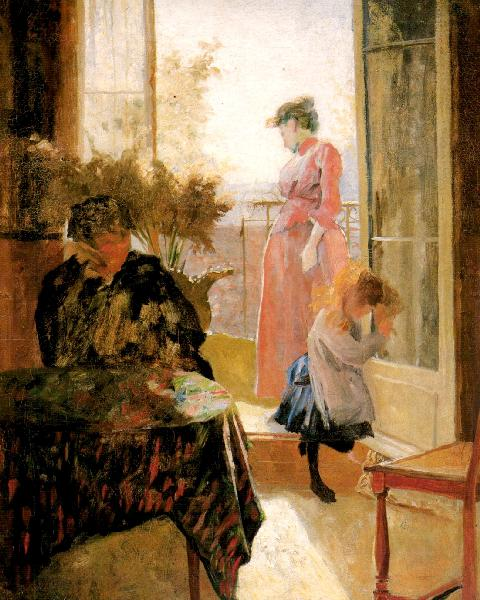
Етюд для балкону (Estudio para el balcón) (1889).73 x 59,5 см.
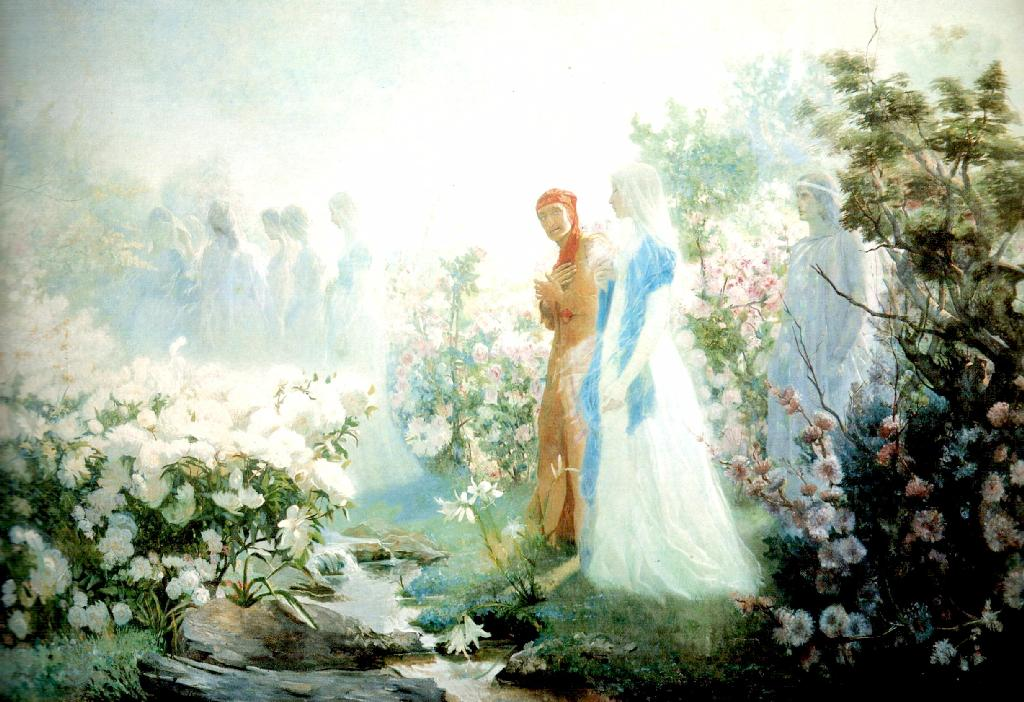
Данте і Беатріче на березі Лети (Dante y Beatriz a orillas del Leteo) (1889). 297 × 428 см.
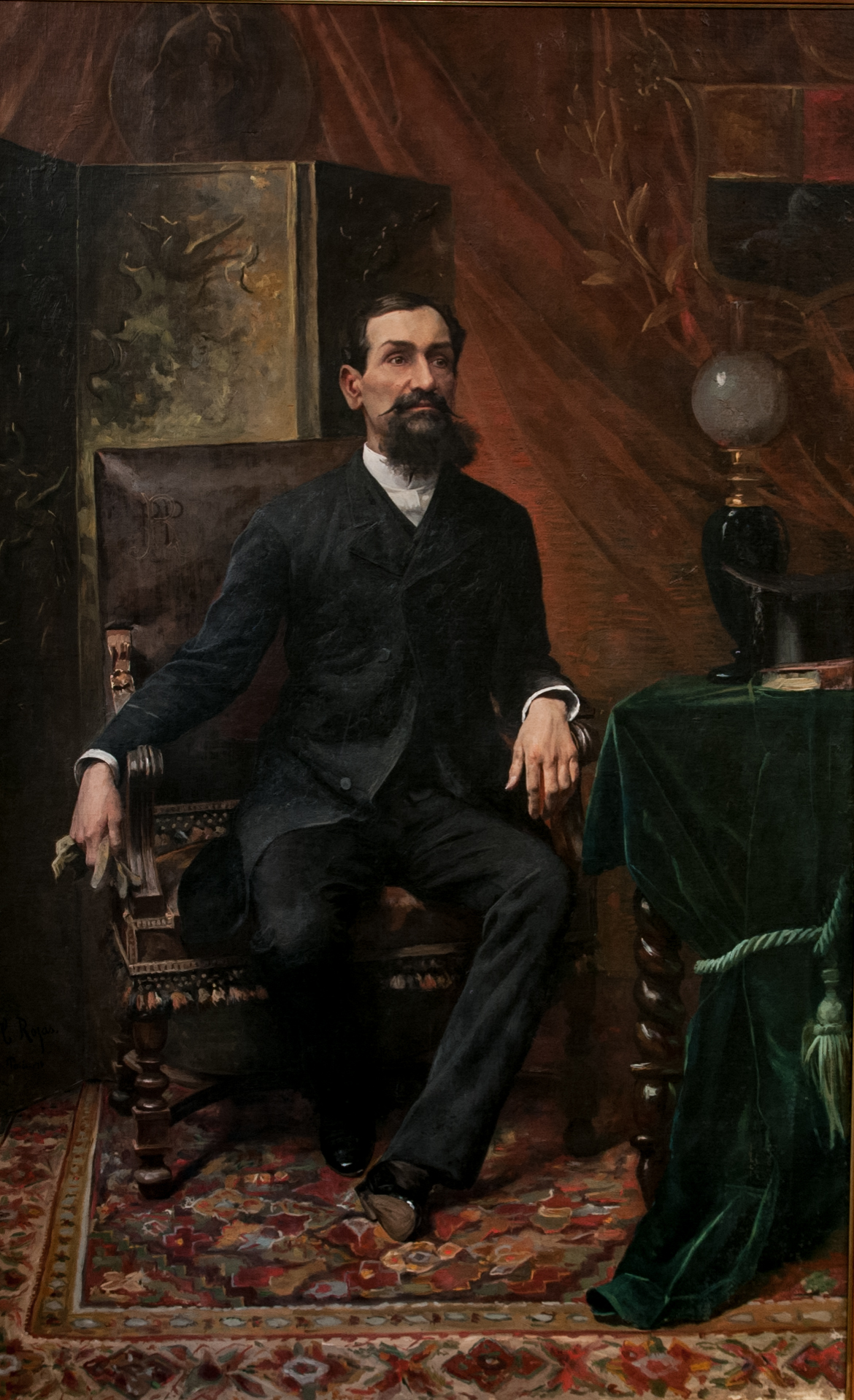
Портрет президента Рохаса Пауля (Retrato del Presidente Rojas Paúl) (1890). 200 x 128,3 см.